# Coordinadora de Centrales Sindicales del Cono Sur

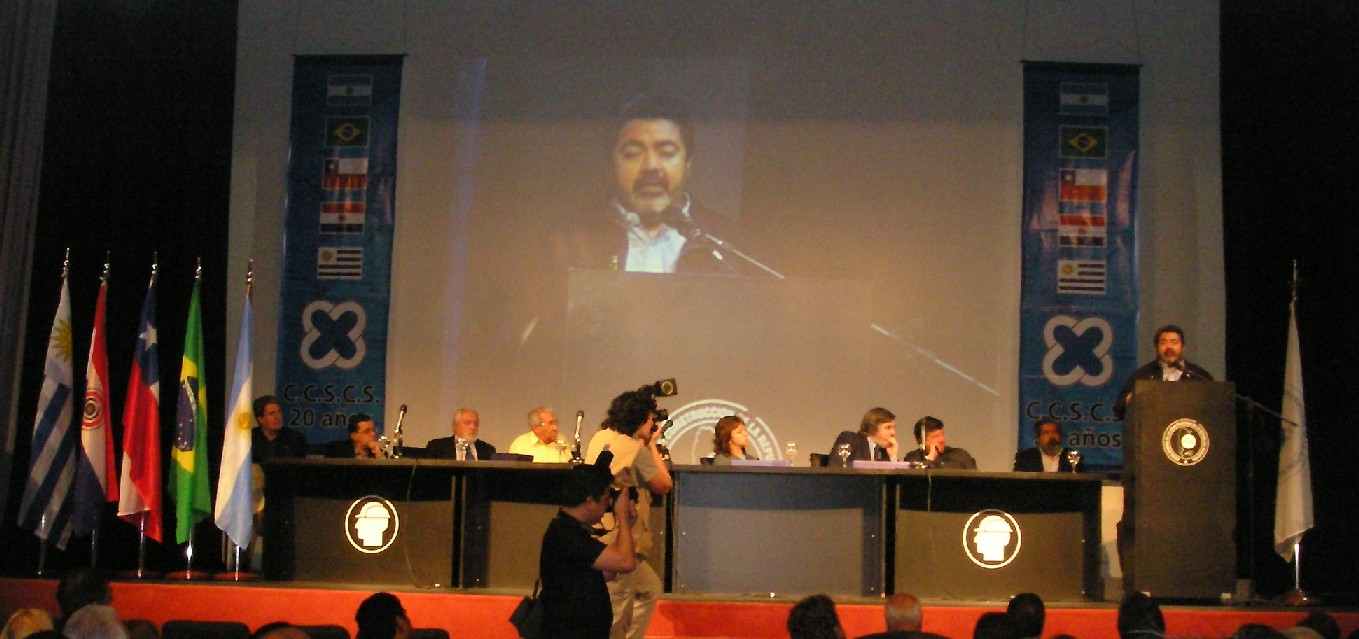
Acto realizado en Buenos Aires, Argentina, para la conmemoración de los 20 años de la creación de la Coordinadora de Centrales Sindicales del Cono Sur (CCSCS) en 1986.

La Coordinadora de Centrales Sindicales del Cono Sur (CCSCS) fue creada en 1986 con apoyo de la CIOSL-ORIT en Buenos Aires. La CCSCS se creó como un organismo de coordinación y articulación de las centrales sindicales de los países del Cono Sur. El acta constitutiva de Buenos Aires en septiembre de 1986 definió como objetivo central la defensa de la democracia y de los derechos humanos luchando contra los regímenes autoritarios que todavía subsistían en la región (Chile y Paraguay) y la articulación de una acción sindical conjunta contra la Deuda Externa y sus efectos . 
Durante los primeros años del Mercosur, la CCSCS puso énfasis en sus cartas a los presidentes y en sus comunicaciones la denuncia por la transnacionalización de la economía, la desregulación financiera y comercial, los cambios tecnológicos, el incremento constante de la desocupación y subocupación en todos los países de la región y la imputación sobre el ejercicio de poderes fácticos por parte de las multinacionales. 
La CCSCS ponderó su capacidad reivindicativa de derechos y su efectividad en la construcción de ámbitos tripartitos (Foro Consultivo Económico Social del Mercosur –FCES-, Comisión Sociolaboral del Mercosur –CSL-, Grupo de Alto Nivel de Empleo -GANEMPLE- o incluso en el impulso de creación de órganos de naturaleza meramente gubernamental (Grupo de Integración Productiva del Mercosur – GIP-). 
Estos logros son ejemplos de diálogo social efectivo en la subregión. A partir del advenimiento de los gobiernos del “consenso progresista” (2003-2015) las prácticas tripartitas de diálogo se concentraron en la adopción de la Estrategia Mercosur de Crecimiento del Empleo y en  la nueva Declaración Sociolaboral que, luego de 10 años de un inagotable proceso de revisión, se firmó en julio de 2015. 
La CCSCS incursionó en nuevos escenarios de la institucionalidad internacional, tales como el G 20, en la OMC, en UNASUR, COSATE, Cumbre Iberoamericana, en las Cumbre de Cambio Climático de PNUMA, en la OIM, entre otros, y mantuvo participación en los espacios tradicionales como la OIT. 
La característica de la CCSCS es la construcción a partir de la diversidad de estructuras, ideologías, historia y prácticas sindicales. La pluralidad configura su mayor virtud durante, con una experiencia de aprendizaje de tolerancia y respeto entre los actores participantes. 
La CCSCS aspira a conformar un organismo capaz de elevarse al rango de supranacional para ser la voz de los trabajadores del Mercosur y ante otras instituciones internacionales.
A partir del cambio político en la región con el golpe institucional que desalojo a Fernando Lugo en Paraguay (2012), las elecciones y cambio de proyecto político en Argentina (2015) y el golpe parlamentario acontecido en Brasil con el ascenso de Michel Temer a la primera magistratura, el movimiento sindical del Cono Sur modificó su estrategia sindical para concentrar su accionar en la denuncia de la retracción democrática en la región, y el cambio de orientación de inserción del Mercosur en el escenario internacional.
https://web.archive.org/web/20180812221201/https://www.coordinadoraconosur.org/
Véase también: Coordinadora de Centrales Sindicales Andinas